# Leuchars
Leuchars (gaeliska: Luachar) är en ort i Skottland. Den ligger i norra delen av Fife, längs väg A919, omkring 7 km nordväst om St Andrews. Leuchars ligger 18 meter över havet och antalet invånare är 2 341.

## Historia
På 1800-talet kom järnvägen till Leuchars med huvudlinjen Edinburgh-Dundee som kom att passera orten. Efter att järnvägen till St Andrews öppnat blev Leuchars en järnvägsknut. I och med Taybrons öppnande flyttade järnvägsstationen ca 900 m söderut och kom att ligga i utkanten av samhället. Efter att järnvägen till St Andrews lagts ner fick stationen namnet Leuchars (for St Andrews). Stationen trafikeras idag av Scotrails tåg mot Edinburgh Waverley söderut och mot Dundee, Aberdeen och Inverurie norrut. Samt av dagtåg mot London King's Cross och nattåg mot London Euston. Under första världskriget byggdes flygbasen RAF Leuchars sydväst om orten, sedan 2015 en armébas vid namn Leuchars Station.

## Geografi
Terrängen runt Leuchars är platt. En vik av havet är nära Leuchars österut. Runt Leuchars är det ganska tätbefolkat, med 172 invånare per kvadratkilometer. Närmaste större samhälle är Dundee, 11,2 km nordväst om Leuchars. Trakten runt Leuchars består till största delen av jordbruksmark.
Klimatet i området är tempererat. Årsmedeltemperaturen i trakten är 7 °C. Den varmaste månaden är juli, då medeltemperaturen är 14 °C, och den kallaste är januari, med 0 °C.